# Billiard Congress of America
Der Billiard Congress of America (kurz BCA) ist der nordamerikanische Dachverband für alle Bereiche des Poolbillards. Der 1948  gegründete Verband untersteht der World Pool-Billiard Association (WPA), dem Weltverband für Poolbillard.

## Geschichte
Der unter Mitwirkung von Spielern wie Willie Mosconi und Willie Hoppe gegründete Verband hatte sich zum Ziel gesetzt, durch qualifizierte Turniere auf lokaler, regionaler und nationaler Ebene in Straight Pool und Dreiband (die populärsten Wettkampfdisziplinen dieser Ära) die Spieler zu organisieren und diese zu fördern. Die Organisatoren waren auch entschlossen, ein offizielles Regelbuch herauszugeben, um den Sport zu standardisieren.
Während der ersten zweiunddreißig Jahre des Bestehens als BCA hatte die Organisation verschiedene Adressen, darunter in Toledo, Ohio und Chicago. Im Jahr 1980 eröffneten sie ihr Hauptquartier in Iowa City, Iowa  und verlegten es 1997 für eine kurze Zeit nach Coralville, Indiana. Im Jahr 2000 wechselte der BCA zu seinem jetzigen Sitz in Colorado Springs.
Die heutige Hauptaufgabe der BCA ist die Organisation von Ligen und Turnieren sowie die Festlegung von Regeln für lokale Disziplinen, die nicht durch die WPA festgesetzt werden.

## Hall of Fame
1966 gründete die BCA ihre Hall of Fame, in die ausgewählte Billardspieler sowie Menschen, die in großem Maße zur Entwicklung und Popularisierung des Billards beigetragen haben, aufgenommen werden.